# Bernhard Buchholz
Pour les articles homonymes, voir Buchholz.
Bernhard Buchholz (né le 19 août 1870 à Knopen (en), arrondissement d'Heilsberg, province de Prusse et mort le 20 juin 1954 à Amberg) est un homme politique allemand (Zentrum).

## Biographie
Bernhard Buchholz est né en 1870 dans le village de Knopen près de Guttstadt en Prusse-Orientale. Après l'école primaire à Knopen et le lycée à Allenstein, Braunsberg et Neustadt-en-Prusse-Occidentale, où il passe son Abitur en 1892, il étudie le droit à Breslau et à Königsberg. À partir de 1896, Buchholz est avocat stagiaire au service du tribunal d'État supérieur de Königsberg. D'octobre 1896 à octobre 1897, Buchholz fait partie du 1er régiment d'artillerie à pied à Königsberg. Après le deuxième examen d'État en droit, il s'installe comme avocat et notaire à Neumark-en-Prusse-Occidentale. En 1903, Buchholz épouse Elisabeth Orlowski, une fille de Karl Orlowski et Julie Orlowski, née Kluth. De ce mariage naît entre autres, la député du Bundestag Maria Jacobi (de) (mariée avec le chimiste Karl-Rudolf Jacobi).
En 1910, Buchholz devient propriétaire du manoir de Jakobkowo (en) dans l'arrondissement de Löbau-en-Prusse-Occidentale (de). Buchholz assume des fonctions politiques en tant que conseiller municipal de Neumark et en tant que représentant de la ville de Neumark au conseil de l'arrondissement de Löbau.
Buchholz participe à la Première Guerre mondiale, d'abord en tant que chef de batterie et plus tard en tant que commandant d'un bataillon d'artillerie à pied de la Landwehr. Lorsque l'arrondissement de Löbau est annexé par la Pologne en 1920 (Corridor polonais), Buchholz s'installe à Allenstein comme avocat et notaire. En juillet 1922, il devient conseiller juridique du gouvernement de cette ville. En janvier 1923, il est nommé au conseil du gouvernement à Allenstein. En février 1923, il est nommé au conseil de gouvernement de Schneidemühl (de) ; peu de temps après, en mai 1923, il est finalement promu conseiller principal du gouvernement. Plus récemment, Buchholz, qui est également chef de département à l'Oberpraesidium de la province de Posnanie-Prusse-Occidentale, est promu directeur du gouvernement.
De mai 1924 à mai 1928, Buchholz siège au Reichstag en tant que député du Zentrum catholique.